# Goedele Uyttersprot
Goedele Uyttersprot (Dendermonde, 17 oktober 1980) is een Belgisch advocate en politica voor de Nieuw-Vlaamse Alliantie (N-VA).

## Levensloop
Ze is de dochter van N-VA politicus Karel Uyttersprot. Ze studeerde af als master in de rechten aan de Vrije Universiteit Brussel en is sinds 2004 advocate aan de Balie van Dendermonde. Uyttersprot specialiseerde zich in jeugdrecht en richtte in 2011 haar eigen advocatenkantoor op. 
Uyttersprot was medeoprichter en voorzitster van de Jong N-VA-afdeling van Lebbeke. Tijdens de legislatuur 2007-2012 was ze N-VA-gemeenteraadslid in Lebbeke en daarna van 2013 tot 2018 OCMW-raadslid, daar ze niet samen met haar vader Karel Uyttersprot kon zetelen in de gemeenteraad. Sinds de verkiezingen van oktober 2018 is Goedele Uyttersprot opnieuw gemeenteraadslid van Lebbeke. Ook werd ze in de legislatuur 2019-2024 schepen, bevoegd voor Sport, Onderwijs, Jeugd, Middenstand, Lokale Economie, Leefmilieu en Dierenwelzijn. Na de verkiezingen van oktober 2024 bleef Uyttersprot schepen van Jeugd, Onderwijs, Leefmilieu en Dierenwelzijn en werd ze tevens bevoegd voor Klimaat.
Bij de federale verkiezingen van mei 2014 werd ze met 18.266 voorkeurstemmen verkozen als lid van de Kamer van volksvertegenwoordigers. In de Kamer hield ze zich bezig met justitie en handels- en economisch recht. Bij de verkiezingen van mei 2019 stelde ze zich geen kandidaat meer voor de Kamer, om zich beter te kunnen toeleggen op haar schepenambt en haar job als advocate.
Ze is moeder van vier kinderen.